# 三河鉄道サハフ35号電車
三河鉄道サハフ35号電車（みかわてつどうサハフ35ごうでんしゃ）およびサハフ36号電車（サハフ36ごうでんしゃ）は、名古屋鉄道（名鉄）の前身事業者の一つである三河鉄道が、1939年（昭和14年）に導入した電車（付随車）である。
乗客の急激な増加のため三河鉄道が1939年（昭和14年）から翌年にかけて他社局から購入した車両群の一つ。名鉄合併後サ2130形の形式称号が与えられ、後年の制御車化改造によってク2130形に改められた。

## 構造
1901年（明治34年）製の鉄道省ホハユ3150形3等郵便合造客車（3186・3187）を種車とする16m級2扉木造車で、台車はTR10形、車体下部にはトラス棒を備える。屋根は丸屋根に改造され、ガーランド形ベンチレーターを備える。
前面は非貫通の3枚窓構造で、側窓は1段下降式。制御車改造時に乗務員扉が片面にだけ新設され、側面窓配置が「11D343D1E（D：客用扉、E：乗務員扉）」となった。ホームの高さに揃えるために客用扉内側に昇降用ステップが追加されたため、側板裾部の一部が一段下がっている。
座席はロングシートである。

## 運用
付随車として導入されたサハフ35・サハフ36だが、名古屋鉄道との合併でサ2130形（2131・2132）に改められた後も引き続き三河線に所属し、付随車として使用された。1951年（昭和26年）7月に1500V線区のHL車用制御車に改造されク2130形（2131・2132）となり、引き続き三河線でモ1060形、モ1070形、モ3000形などの制御電動車と編成を組んで運用された。
1958年（昭和33年）6月には600V線区用に改装され、各務原線に転属する。1964年（昭和39年）3月に各務原線が1500Vに昇圧するとク2131は小牧・広見線区に転属したが、ク2132はそのまま廃車となった。同年9月に名鉄車両部が作成した文書において本形式は「モ1000形と同じく車体の締替が出来ないほど老朽化し、車体の振動も多い」と指摘されており、車体の老朽化が相当数進行していたことが窺える。結果、10月の小牧線1500V昇圧時点では廃車とならず広見線で運用が継続されたが、翌1965年（昭和39年）3月の広見線1500V昇圧時に廃車された。ク2131のTR10台車は瀬戸線のク2320形2321に転用された。